# Ida Blom

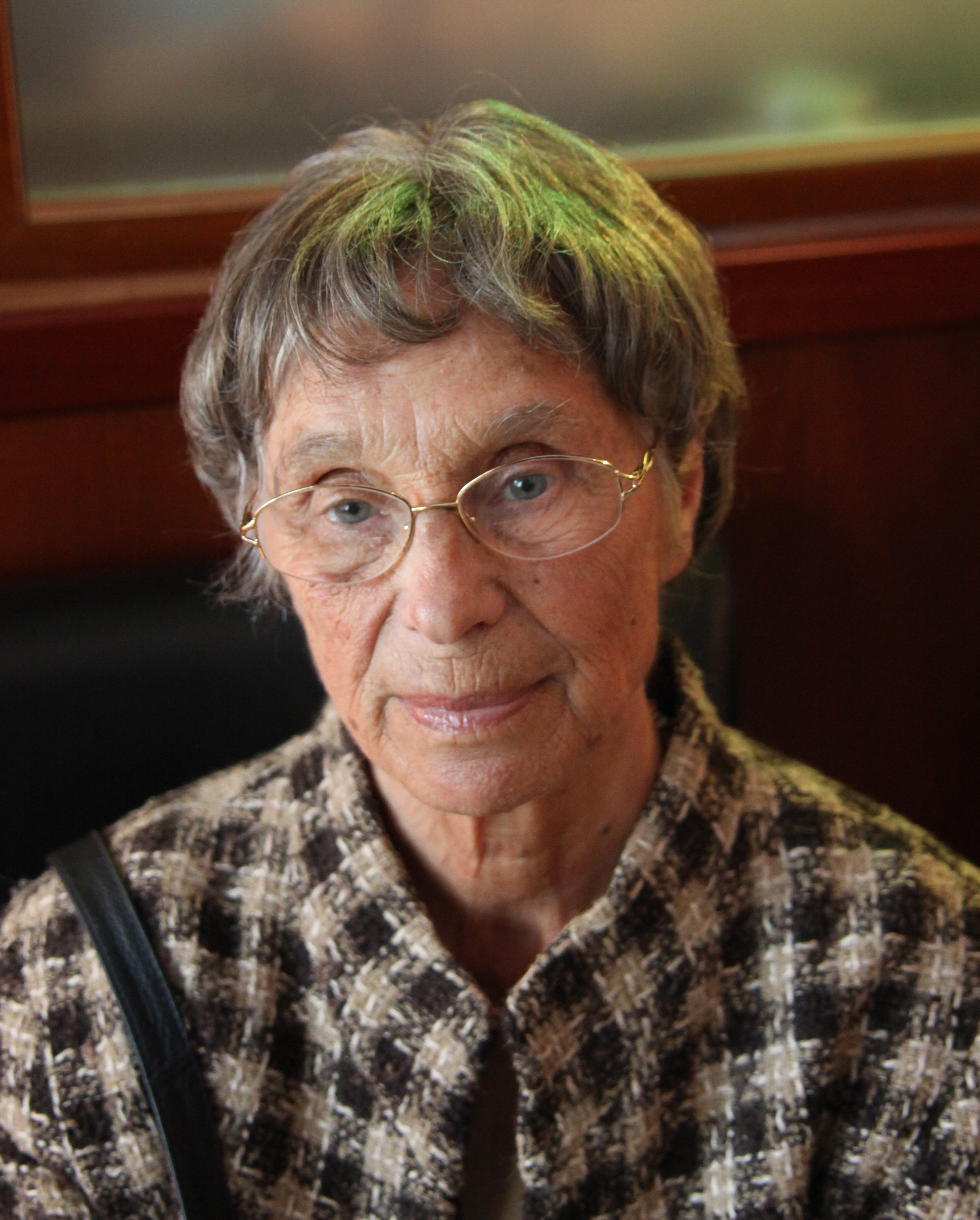
Ida Blom

Ida Blom (Gentofte, 20 de janeiro de 1931 – 26 de novembro de 2016) foi uma historiadora norueguesa. 
Ela se graduou pela Universidade de Bergen em 1961, e então obteve o doutorado pela mesma instituição enquanto trabalhava como pesquisadora assistente. Ela foi professora sobre a história das mulheres na Universidade de Bergen entre 1985 e 2001, e posteriormente professora emérita na mesma universidade.  
Ela era membro da Academia Norueguesa de Literatura e Ciências. Ela foi galardoada com o prêmio Gina Krong em 2009.